# Migros (Turquie)
Ne doit pas être confondu avec Migros.
Migros est une entreprise de distribution turque. Elle possède plus de 1 000 magasins en Turquie.

## Histoire
D'abord société sœur de la Migros suisse, la société est une société indépendante depuis 1974.
En juillet 2016, Tesco vend ses activités en Turquie, comprenant 170 magasins Kipa et 10 000 employés, à Migros pour 30 millions de livres,.